# Guvernorát Dar'á
Guvernorát Dar'á (Arabsky: مُحافظة درعا, Muḥāfaẓat Dar‘ā) je jeden ze čtrnácti syrských guvernorátů (provincií). Nachází na jihozápadě země a hraničí s Jordánskem a Izraelem okupovanými Golanskými výšinami (Guvernorát Kunejtra). Rozloha se pohybuje okolo 3 730 čtverečních kilometrů. Podle dostupných údajů zde žije asi milion lidí (2011). V současné době (2016) jsou hlavně příhraniční oblasti provincie kontrolovány syrskými povstalci včetně Islámského státu. Provinčním městem je Dar'á.

## Okresy
Guvernorát je rozdělen na 3 okresy (Manatiq):
- Dar'á
- Sanamajn
- Izra

Tyto okresy jsou dále rozděleny na 17 "podokresů" (Nawahi).